# Harry Austryn Wolfson
Harry Austryn Wolfson (2 novembre 1887 – 20 septembre 1974) est un universitaire philosophe et historien de  Harvard. Il a été le premier directeur d'un centre d'études juives aux États-Unis et est surtout connu pour son travail sur Philon d'Alexandrie et sur une grande variété de sujets qui vont de Crescas à Maimonides en passant par Averroes, Spinoza, le Kalâm, les Pères de l'Église, et les fondements de la religion occidentale. Son plus grand apport est d'avoir contribué à abattre les barrières entre les études de la philosophie chrétienne, de la philosophie musulmane et de la philosophie juive. Premier universitaire juif à enseigner dans une université majeure, il représente par là  l'aboutissement du mouvement né au 19e siècle dit Wissenschaft des Judentums.

## Biographie
Wolfson est le fils de  Sarah et Max Wolfson. Il est né à Astryna (Yiddish: Ostrin), en Bièlorussie. Dans sa jeunesse, il a étudié à la Yeshiva Slabodka  sous la direction du rabbin Moshe Mordechai Epstein. Il émigre avec sa famille aux États-Unis en 1903. En septembre 1908 il arrive à Cambridge près de Boston. Il passe son doctorat à Harvard où il passe le restant de sa carrière  si l'on excepte les années 1912-1914 où il obtient une bourse pour étudier en Europe. Il passera aussi quelques mois de service militaire en 1918 à Fort Slocum près de New York où il rencontre Norbert Wiener. 
Wolfson a été professeur à Harvard approximativement un demi-siècle. Dans cette université, il fut l'étudiant et l'ami de George Santayana et de George Foot Moore.  Il a reçu des diplômes honoraires de plus de dix universités et fut un membre fondateur ainsi que le président de l'American Academy for Jewish Research.  Il est mort à Cambridge le 20 septembre 1974.

## Les  recherches de Wolfson
Son premier livre publié est intitulé : Crescas' Critique d'Aristote (la critique d'Aristote par Crescas). En 1934, il publie un livre en deux volumes sur Spinoza. Après avoir rédigé ce livre, il entreprend une enquête sur « la structure  et le développement des systèmes philosophiques Platon à Spinoza ». En 1947, il fait paraître son livre Philo's Fondations of Religious Philosophy in Judaism, Christianity, and Islam.  Il soutient que Philon a été considéré à tort comme un penseur éclectique ou comme un prêcheur philosophe. Il considère que les écrits de Philon dessinent un vrai système philosophique. Plus, Philon est le fondateur de la philosophie religieuse du Judaïsme, du christianisme et de l'Islam. Selon lui la philosophie d'inspiration philonienne a dominé la pensée européenne jusqu'à Spinoza au 17e siècle. En 1956, il publie The Philosophy of the Church Fathers  un livre où il traite de la foi, de la Trinité et de l'incarnation. En 1961 , les articles de Wolfson sont publiés sous forme de livre intitulé Religious Philosophy: A Group of Essays . 
Wolfson était un chercheur de fond capable d'étudier jour et nuit, résistant aux distractions, aux honneurs avec une ténacité qui pouvait parfois le faire passer pour antisocial.  Même à la retraite, il était le premier à arriver à la bibliothèque Widener de l'université d'Harvard et le dernier à partir la nuit venue.

## La méthode hypothético-déductive d'étude des textes
Wolfson décrit cette méthode qu'il utilisera sa vie durant en introduction  de son livre  Crescas' Critique d'Aristote . Cette méthode est apparentée au Pilpoul utilisé pour étudier le Talmud. Elle suppose d'abord que les auteurs importants écrivent avec un tel soin et une telle  précision que « chaque terme, expression, généralisation ou exception est significative non tant pour ce qu'elle établit que pour ce qu'elle implique ».  Elle suppose ensuite que la pensée des auteurs sérieux est consistante. Dans ces conditions, l'interprète doit clarifier ce que l'auteur veut signifier plus que ce qu'il dit. Par ailleurs, il doit résoudre les contradictions apparentes de façon à harmoniser le tout. Cette méthode procède également comme en science à l'aide d'hypothèses d'interprétation qui doivent être testées .

## Œuvres
- Crescas' Critique of Aristotle: Problems of Aristotle's Physics in Jewish and Arabic philosophy (1929)
- The Philosophy of Spinoza: Unfolding the Latent Processes of His Reasoning, Harvard University Press (1934/1962).
- Philo: Foundations of Religious Philosophy in Judaism, Christianity and Islam, Harvard University Press (1947).
- The Philosophy of the Church Fathers: Volume I Faith Trinity, Incarnation, Harvard University Press (1956)
- The Philosophy of the Kalam, Harvard University Press (1976)
- Repercussions of the Kalam in Jewish philosophy, Harvard University Press (1979)
- The meaning of "Ex Nihilo" in the Church Fathers, Arabic and Hebrew philosophy, and St. Thomas (1948)
- The double faith theory in Clement, Saadia, Averroes and St. Thomas, and its origin in Aristotle and the Stoics (1942)
- The internal senses in Latin, Arabic, and Hebrew philosophical texts (1935)
- The amphibolous terms in Aristotle, Arabic philosophy, and Maimonides (1938)
- Solomon Pappenheim on time and space and his relation to Locke and Kant, p. 426–440 in Jewish studies in memory of Israel Abrahams, Press of the Jewish Institute of Religion (1927)